# 李鍊
李鍊（?—?），唐朝宗室，唐高祖的玄孙，道王李元慶曾孙，东安郡公李询的孙子，嗣道王李微的儿子。
唐中宗神龙初年，唐中宗封李微为嗣道王。李微去世后，开元二十五年（737年），李鍊袭封嗣道王，成为第四代道王。天宝十载（751年）正月，唐玄宗派太子率更令嗣道王李鍊祭祀沂山，封沂山为东安公。唐代宗广德年间，李鍊官至宗正卿。

## 子孙
- 子：嗣道王李实
  - 孙：李貞素
  - 孙：李浔，字礼源，義武軍節度副使、檢校尚書户部郎中、兼御史中丞、賜紫金魚袋[1]
    - 曾孙：李季随
    - 曾孙：李季长
    - 曾孙：李敬本